# Martín Lasarte Topolansky
Martín Lasarte Topolansky SDB (* 12. Oktober 1962 in Montevideo) ist ein uruguayischer römisch-katholischer Ordensgeistlicher und Bischof von Lwena in Angola.

## Leben
Martín Lasarte Topolansky trat in das Noviziat der Salesianer Don Boscos in Montevideo-Manga ein und legte am 31. Januar 1982 die erste Profess ab. Nach der Diakonenweihe 1990 war er in Angola im Bistum Lwena tätig. Am 17. August 1991 empfing er in Montevideo das Sakrament der Priesterweihe.
Nach der Priesterweihe studierte er bis 1995 am Päpstlichen Bibelinstitut in Rom und war anschließend bis 2001 am Salesianerseminar und als Professor am Priesterseminar in Luanda tätig. Von 2001 bis 2008 war er Pfarrer der Peter-und-Paul-Pfarrei in Lwena und Provinzialrat der Visitatur Mamã Muxima seiner Ordensgemeinschaft. Von 2009 bis 2015 war er für die Jugendpastoral seines Ordens in Angola verantwortlich. In dieser Zeit lehrte er erneut am Priesterseminar in Luanda sowie an der Katholischen Universität von Angola und der Hochschule Dom Bosco in Luanda. An der Katholischen Universität war er in dieser Zeit zudem Abteilungsdirektor und von 2013 bis 2015 Provinzialvikar der ganz Angola umfassenden Visitatur Mamã Muxima. Ab 2015 war er für fünf Jahre Mitarbeiter in der Missionsabteilung der Generalkurie der Salesianer in Rom. Ab 2020 war er Provinzial der Salesianer in Angola.
Papst Franziskus ernannte ihn am 1. Juli 2023 zum Bischof von Lwena. Der Erzbischof von Saurimo, José Manuel Imbamba, spendete ihm am 3. September desselben Jahres die Bischofsweihe. Mitkonsekratoren waren der Bischof von Dundo, Estanislau Marques Chindekasse SVD, und der Bischof von Sakania-Kipushi, Gaston Kashala Ruwezi SDB.